# Hylaeus flavifrons
Hylaeus flavifrons is een vliesvleugelig insect uit de familie Colletidae. De wetenschappelijke naam van de soort is voor het eerst geldig gepubliceerd in 1880 door W. F. Kirby.